# Melvin Schwartz
Melvin Schwartz (* 2. November 1932 in New York City; † 28. August 2006 in Twin Falls, Idaho) war ein US-amerikanischer Physiker. Er erhielt 1988 zusammen mit Leon Max Lederman und Jack Steinberger den Nobelpreis für Physik für ihre grundlegenden Experimente mit Neutrinos.

## Leben
Er wuchs während der Weltwirtschaftskrise in New York auf und besuchte die Bronx High School of Science.
Er erlangte seinen Bachelor of Arts (1953) und Ph.D. (1958) an der Columbia University, wo sein späterer Nobelpreis-Laudator Isidor Isaac Rabi Leiter der Physikfakultät war. Gleichzeitig war er 1956 bis 1958 am Brookhaven National Laboratory. Schwartz wurde 1958 Assistant Professor der Columbia-Universität. 1959 wurde er Sloan Research Fellow. Er wurde 1960 zum Associate Professor und 1963 zum Professor befördert. Tsung-Dao Lee, ein Kollege von Schwartz an der Columbia University und ebenfalls Nobelpreisträger, inspirierte Schwartz zu dem Experiment, für das er später den Nobelpreis erhielt. Schwartz und seine Mitpreisträger führten diese Experimente Anfang der 1960er Jahre in dem in der Nähe liegenden Brookhaven National Laboratory durch, als alle drei an der Physikfakultät der Columbia waren. Das Experiment war das erste hochenergetische Neutrinoexperiment und wies die Existenz des Myon-Neutrinos nach (als zweite Neutrinoart nach dem Elektron-Neutrino, später fand sich noch ein weiteres Neutrino).
1966, nach 17 Jahren in Columbia, ging er an die Stanford University, wo der neue Teilchenbeschleuniger SLAC gerade fertiggestellt worden war. Dort war er an Untersuchungen zur CP-Verletzung beim Zerfall von langlebigen, neutralen Kaonen sowie an einem anderen Projekt, bei dem wasserstoffähnliche Atome aus einem Pion und einem Myon erzeugt und detektiert wurden, beteiligt.
1962 wurde er Fellow der American Physical Society. In den 1970er Jahren gründete er Digital Pathways, dessen Präsident er 1970 bis 1991 war. 1991 bis 1994 war er stellvertretender Direktor für Hochenergie- und Kernphysik am Brookhaven National Laboratory. Zur gleichen Zeit wurde er wieder Physikprofessor in Columbia. Er wurde 1994 I.I. Rabi Professor für Physik und emeritierte 2000. Seinen Ruhestand verbrachte er in Ketchum, Idaho, wo er am 28. August 2006 starb.
Seit 1975 war er Mitglied der National Academy of Sciences.

## Schriften
- The early history of high energy neutrino physics, in Hoddeson u. a. (Hrsg.): The rise of the standard model, Cambridge University Press 1997